# Jozef Miloslav Hurban
Jozef Miloslav Hurban, född 19 mars 1817 i Beckov, död 21 februari 1888 i Hlboké, var en slovakisk författare; far till Svetozár Hurban-Vajanský.
Hurban ägnade sig vid sidan av sin prästerliga verksamhet åt den slovakiska frihetsrörelsen och litteraturen, grundlade den första slovakiska litteraturkalendern, "Nitra" (1842), och tidskriften "Slovenské Pohlády" (1847), i vilken han publicerade en studie över den slovakiska litteraturen, och skrev bland annat en värdefull biografi över Ľudovít Štúr. Han deltog livligt i de politiska rörelserna 1848-49 och 1861 för slovakernas nationella strävanden. Han tillhörde den evangeliska kyrkan och försökte verka för en union mellan Ungerns lutheraner och reformerta och blev ett par gånger dömd till fängelse för sin religiösa och politiska tro. 

## Utmärkelser
Staden Hurbanovo uppkallades 1948 efter honom.
Asteroiden 3730 Hurban är uppkallad efter honom.